# Altaret, Antarktis
Altaret är ett berg i Antarktis. Det ligger i Östantarktis. Norge gör anspråk på området. Toppen på Altaret är 2 200 meter över havet.
Terrängen runt Altaret är varierad. Trakten är obefolkad. Det finns inga samhällen i närheten. 